# Europese kampioenschappen judo 1966
De Europese kampioenschappen judo 1966 werden op 6 en 7 mei 1966 gehouden in Luxemburg. 

## Resultaten
| Gewichtsklasse | Goud            | Zilver              | Brons                               |
| -------------- | --------------- | ------------------- | ----------------------------------- |
| – 63 kg        | Sergej Soeslin  | Jean-Claude Meslaye | Serge Feist Theo Klein              |
| – 70 kg        | Oleg Stepanov   | Czesław Łaksa       | Aron Bogoljubov Joachim Schröder    |
| – 80 kg        | Peter Snijders  | Vladimir Pokatajev  | Georgi Kotik Martin Poglajen        |
| – 93 kg        | Joop Gouweleeuw | Peter Herrmann      | Anzor Kibrotsasjvili Anatoli Joedin |
| + 93 kg        | Willem Ruska    | Parnaoz Chikviladze | David Peake Günter Monczyk          |
| Open           | Anzor Kiknadze  | Alfred Meier        | Klaus Hennig Vladimir Saoenin       |

## Medailleklassement
| Plaats | Land                           | Goud | Zilver | Brons | Totaal |
| 1      | Sovjet-Unie                    | 3    | 2      | 5     | 10     |
| 2      | Nederland                      | 3    | –      | 2     | 5      |
| 3      | Bondsrepubliek Duitsland       | –    | 2      | 1     | 3      |
| 4      | Frankrijk                      | –    | 1      | 1     | 2      |
| 5      | Polen                          | –    | 1      | –     | 1      |
| 6      | Duitse Democratische Republiek | –    | –      | 2     | 2      |
| 7      | Verenigd Koninkrijk            | –    | -      | 1     | 1      |
|        | Totaal                         | 6    | 6      | 12    | 24     |